# Гоутен (Айова)
Гоутен (англ. Houghton) — місто (англ. city) в США, в окрузі Лі штату Айова. Населення — 141 особа (2020).

## Географія
Гоутен розташований за координатами 40°47′1″ пн. ш. 91°36′39″ зх. д. / 40.78361° пн. ш. 91.61083° зх. д. (40.783667, -91.610809).  За даними Бюро перепису населення США в 2010 році місто мало площу 0,81 км², уся площа — суходіл.

## Демографія
Згідно з переписом 2010 року, у місті мешкало 146 осіб у 62 домогосподарствах у складі 47 родин. Густота населення становила 181 особа/км².  Було 64 помешкання (79/км²).
Расовий склад населення:
| - 100,0 % — білих |

До двох чи більше рас належало 0,0 %. Частка іспаномовних становила 0,0 % від усіх жителів.
За віковим діапазоном населення розподілялося таким чином: 19,9 % — особи молодші 18 років, 59,6 % — особи у віці 18—64 років, 20,5 % — особи у віці 65 років та старші. Медіана віку мешканця становила 48,0 року. На 100 осіб жіночої статі у місті припадало 87,2 чоловіків;  на 100 жінок у віці від 18 років та старших — 95,0 чоловіків також старших 18 років.
Середній дохід на одне домашнє господарство  становив 63 992 долари США (медіана — 66 875), а середній дохід на одну сім'ю — 66 874 долари (медіана — 71 563). За межею бідності перебувало 7,9 % осіб, у тому числі 0,0 % дітей у віці до 18 років та 26,9 % осіб у віці 65 років та старших.
Цивільне працевлаштоване населення становило 72 особи. Основні галузі зайнятості: транспорт — 20,8 %, будівництво — 20,8 %, роздрібна торгівля — 18,1 %.